# Wilrijk

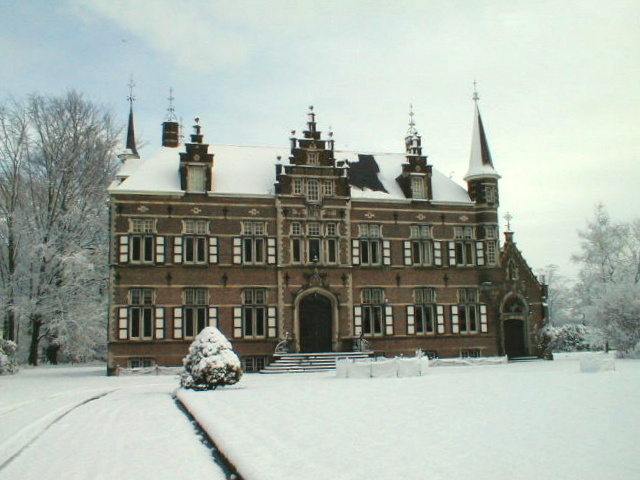
Kasteel Klaverblad

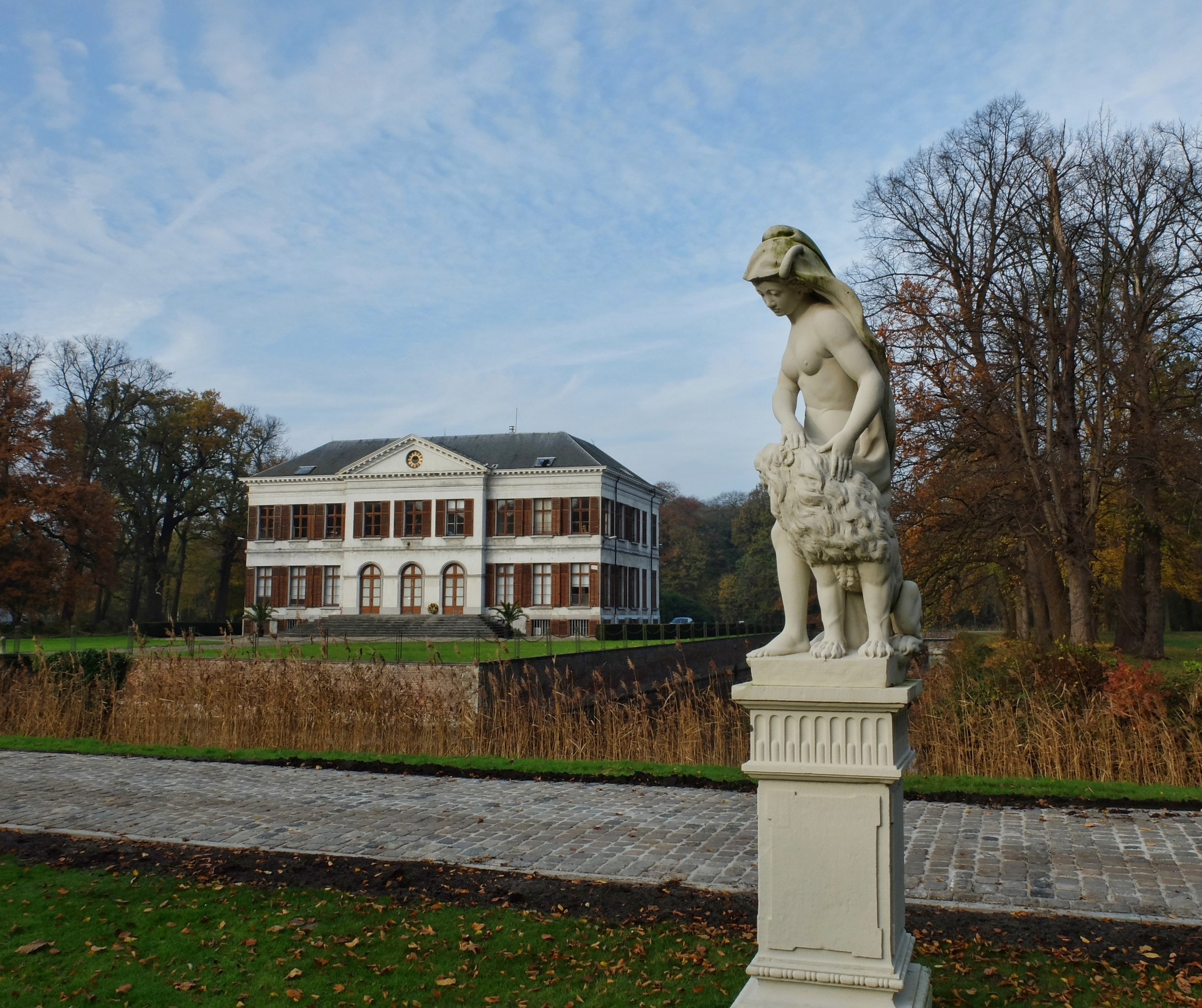
Zicht op kasteel Schoonselhof

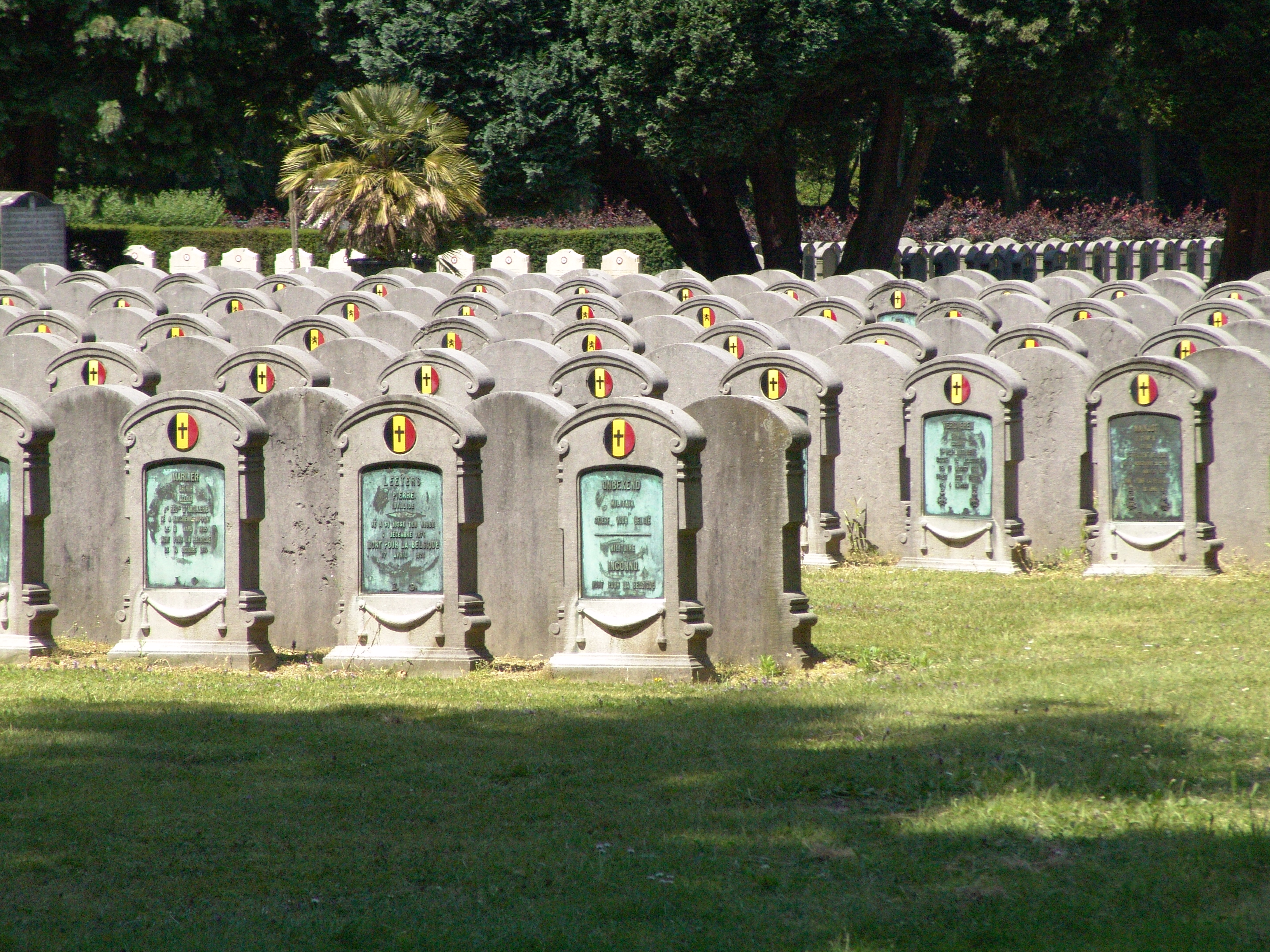
militair perk, Schoonselhof

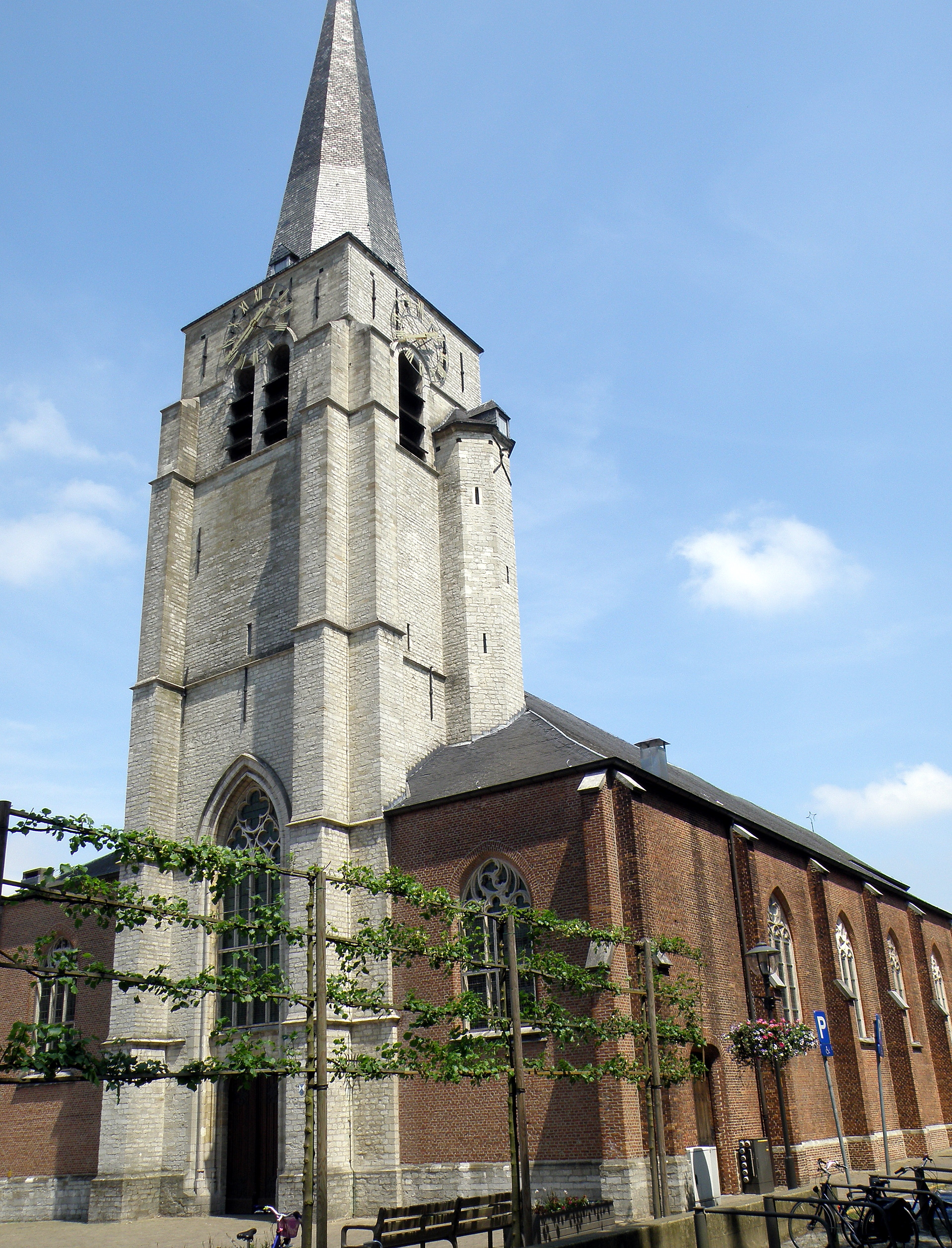
Sint-Bavokerk

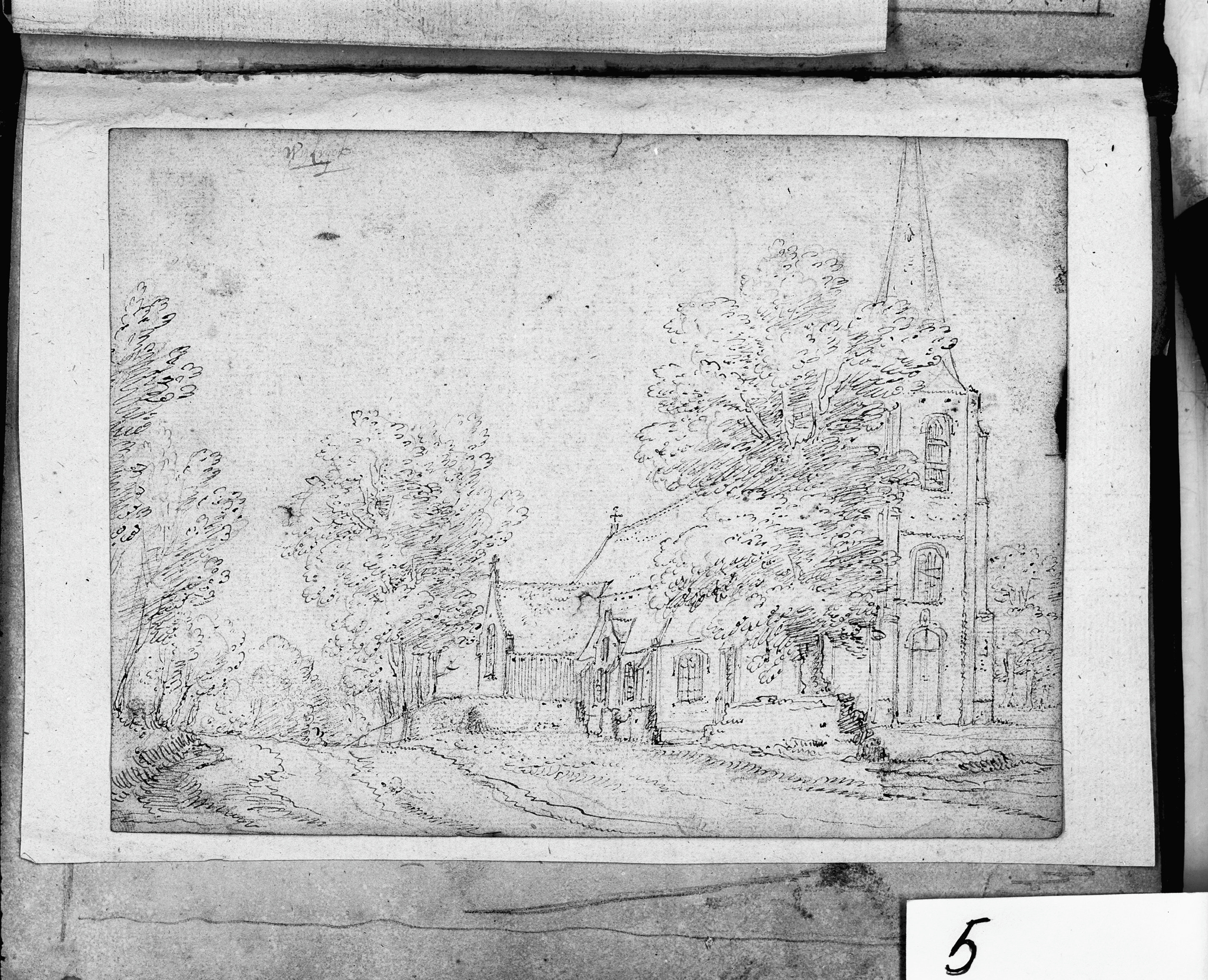
tekening van de Sint-Bavokerk in het schetsboek van D.Verrijk

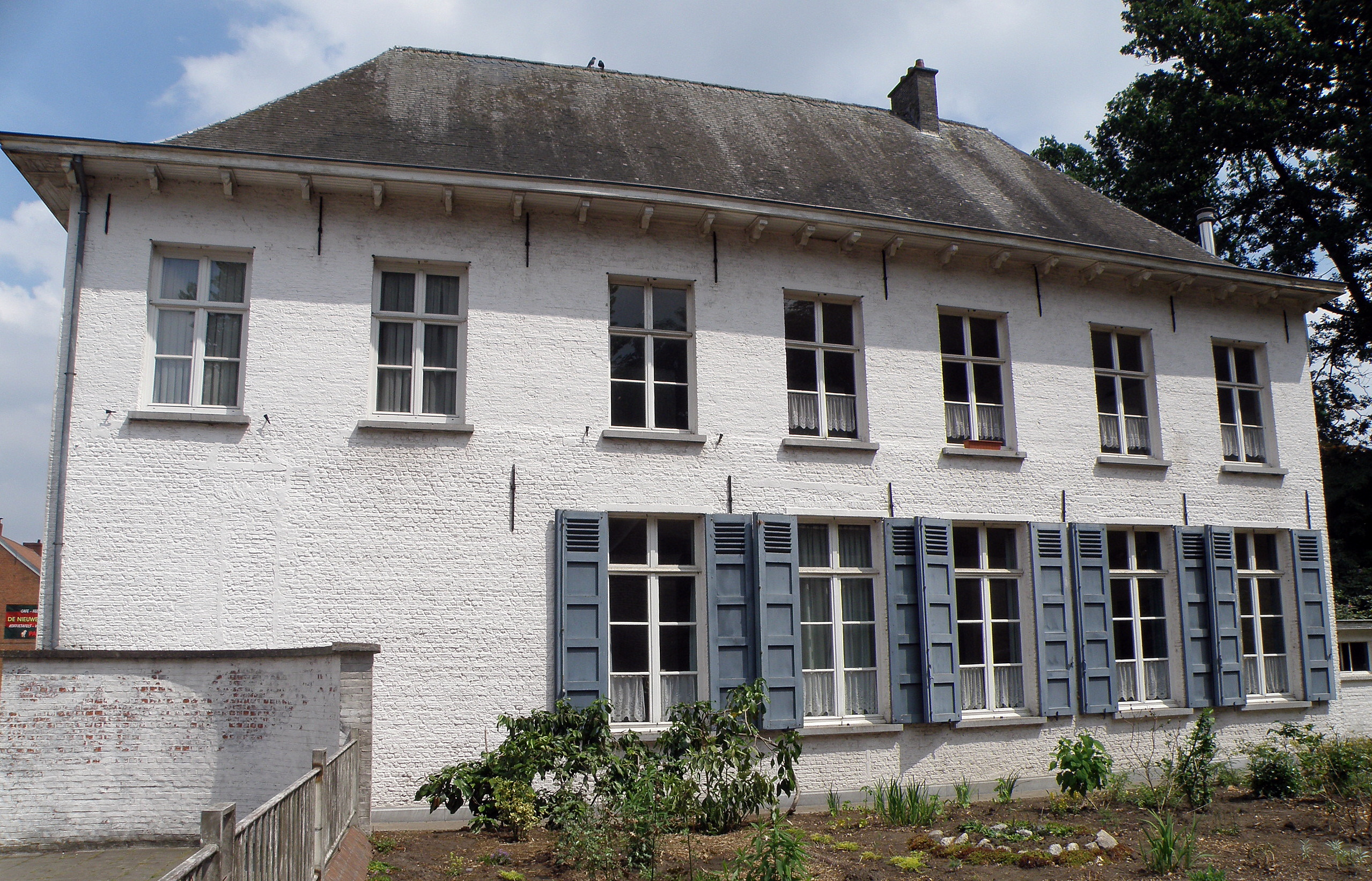
Pastorie van de Sint-Bavokerk

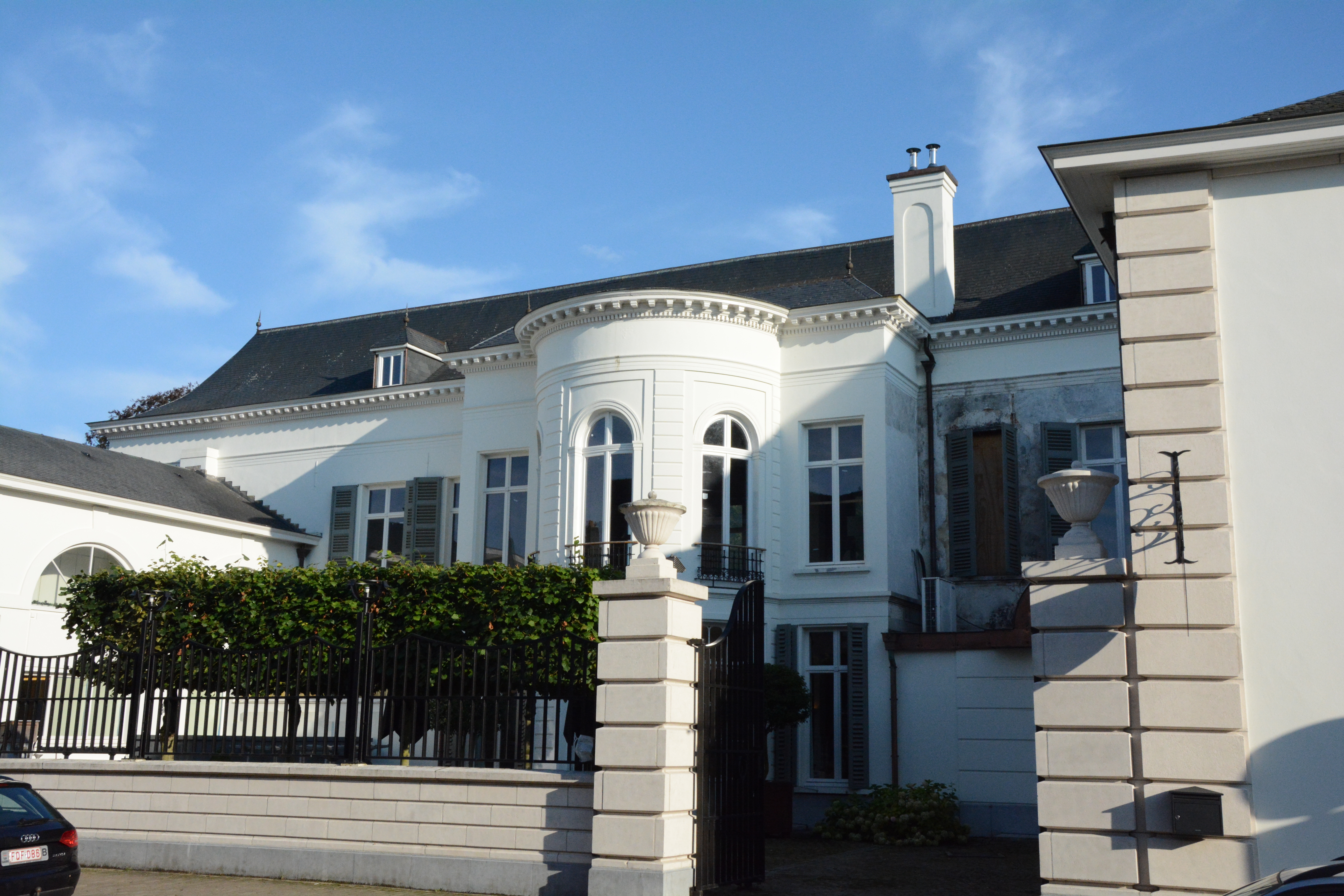
Kasteel Steytelinck

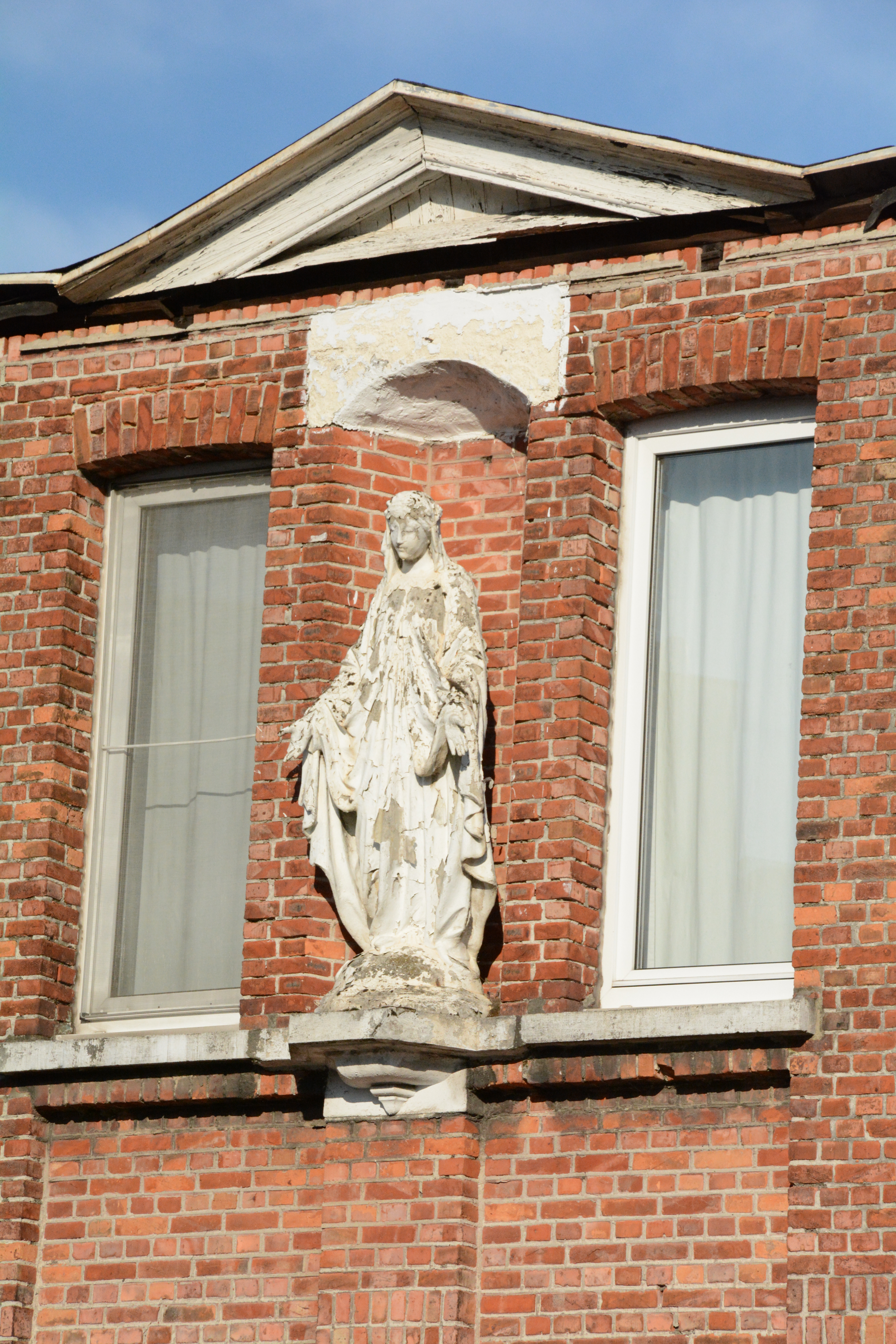
Beeld in Gevel Alfons Wellensstraat

Wilrijk is een plaats in België en het op twee na grootste district van de stad Antwerpen. Het wordt net als het er ten westen van gelegen Hoboken het zuiderdistrict genoemd. Een andere bijnaam is het geitendorp. Wilrijk was tot 1 januari 1983 een zelfstandige gemeente.

## Geschiedenis

### Keltische nederzetting
De oudste bewoning van Wilrijk dateert van ca. 650 voor Christus. Vorige eeuw werd in de omgeving van de Bist een Keltisch graf gevonden uit de late Bronstijd. Dit bewijst dat het Wilrijks grondgebied reeds bewoond werd door de Kelten rond het jaar 650 voor Christus.
Dat Wilrijk als nederzetting in de Gallo-Romeinse tijd bestond, is minder zeker. Geschiedschrijvers baseren zich hiervoor op de naam Wilrijk die zou zijn afgeleid van Villariacum (een secundaire bewoning van een Romeinse villa in Kontich). Ondubbelzinnige bewijzen dat de Gallo-Romeinen Wilrijk hebben bewoond, zijn er echter niet.

### Frankische tijd
In de eerste eeuwen van onze jaartelling groeit Wilrijk uit tot een Frankisch dorp met een drenkplaats als centrale plaats, de huidige Bist. De driehoekige vorm van de Bist, de vrij grote afstand tussen het plein en de kerk en de toponymische overblijfselen van veldcomplexen (bijvoorbeeld Kerkeveld, Oosterveld, Boeksveld) zijn onbetwistbaar Frankische littekens.
Het eerste bewijs dat Wilrijk een autonome, afgebakende dorpsgemeenschap (kerkgemeenschap) wordt, vinden we voor het eerst terug in 765. Het jaar voordien had de Frankische koning, Pepijn de Korte, zijn Constitutio Generalis (Staatswet) uitgevaardigd, die elk gezin en landeigenaar verplichtte één tiende van zijn bodemopbrengst aan de kerk af te staan. Dit is een eerste teken van zelfstandigheid van de parochie Sint-Bavo.
Om deze tiendenbelasting vanaf 765 op een behoorlijke wijze te innen, worden meteen ook de parochiegrenzen afgebakend. Het vastleggen van een dergelijke gebiedsomschrijving is als het ware de geboorteakte van de parochie met de daaraan verbonden rechten zoals doopsel, huwelijk en begraven. De parochiegrenzen van Sint-Bavo, groeien later uit tot de Wilrijkse gemeentegrenzen met uitzondering van Hoboken dat in 1135 van de Sint-Bavo-kerkgemeenschap wordt gescheiden en een eigen parochiestatus bekomt.

### 14e eeuw
In 1383 werd op de Groenenborgerlaan te Wilrijk een windmolen gebouwd, vermeld in een cartularium van de Antwerpse Kartuizers. Op de kaart van Licinius uit het jaar 1525 staat deze molen getekend. Na de families Van Berkelaer en De Jong werd deze molen in 1698 gekocht voor 6300 gulden door Jan Lemmens, die toen al molenaar te Ranst was en gehuwd met Helena Engels en uit welk huwelijk negen kinderen te Ranst worden geboren. Deze Jan Lemmens behoort tot een grote familie van molenaars te Ranst, Wilrijk, Wommelgem, Wiekevorst en Booischot. Deze molen te Wilrijk werd in 1914 gesloopt.

### 18de eeuw
In het midden van de achttiende eeuw wordt de steenweg van Antwerpen naar Boom aangelegd. Daarvoor was er enkel een 'agrarisch wegenpatroon' langs bossen en landerijen. Tegen het einde van de eeuw schakelen de landbouwers langzaamaan over op tuinbouw en veeteelt, om Antwerpen te bevoorraden met zuivelproducten, groenten en bloemen (zoals het Kiel voor de bebouwing dat deed), terwijl de ambachtslui enkel werken voor de eigen dorpsgenoten.

### 19e eeuw
Wilrijk behoudt zijn landelijk karakter akkerland, weiland en huizen van plaisantie met hun parken (speelhuizen met kasteelallures) tot ver na 1850, omdat Wilrijk maar een trage bevolkingsgroei kent. De bouw van een fortengordel rond Antwerpen, van grote verbindingswegen tussen de forten zoals de Militaire Baan, van betonnen schansen, spoorwegen en een station, wijzigt het landschap grondig. De forten 6 en 7 en de schansen 11 en 16 liggen op Wilrijks grondgebied (1859-1865).

### Begin 20e eeuw
Er wordt een buurtspoorweg Antwerpen-Rumst-Mechelen aangelegd in 1901 en in 1912 wordt tramlijn 5 doorgetrokken tot in het centrum van Wilrijk. De Wilrijkse zonen zoeken werk in de stad Antwerpen in plaats van vaders hoeve, terwijl ze in Wilrijk blijven wonen.

### De Grenscorrectie van 1912
Begin 20ste eeuw verkrijgt de stad Antwerpen van de Staat de Wilrijkse Pleinen, op voorwaarde dat deze worden ingericht als groenzone. De stad is de decennia ervoor sterk gegroeid en Antwerpen ziet wel iets in een groot park net buiten de stad voor zijn inwoners. Net voorbij de Wilrijkse pleinen liggen drie kasteeldomeinen: Vogelzang, Middelheim en Den Brandt, deze laatste twee wel op het grondgebied van buurgemeente Wilrijk. De drie namen komen nu nog terug als deelgebieden van het Nachtegalenpark.
De stad Antwerpen koopt in 1909 kasteel en domein Middelheim en een jaar later koopt ze van de familie Della Faille het parkdomein Den Brandt. Vervolgens komt er in 1912 een grenscorrectie, waardoor deze twee domeinen Antwerps grondgebied worden. De gemeente Wilrijk verkrijgt in ruil een som geld en de doortrekking van tram 5 naar Wilrijk.
Aan heel deze operatie zit een hoog prijskaartje, met de aankoop van drie hoven van plaisantie en een grenscorrectie, en mogelijk heeft de stad de kosten wat overschat, want het kasteel Den Brandt wordt niet aangekocht door de stad Antwerpen. Pas na WO II komt ook het kasteel in stadsbezit. Bovendien wordt een deel van het domein Den Brandt verkaveld, om zo wat geld te recupereren. Zo ontstaat de Parkwijk.

### Interbellum
Langzaamaan wordt Wilrijk een voorstad. Eigenaars van huizen van plaisantie, boeren en hoveniers verkopen hun gronden die worden verkaveld. De eerste grote verkavelingen komen tegemoet aan de grote woningnood na de Eerste Wereldoorlog. Stedelingen op zoek naar gezonde buitenlucht vinden hun heil in nieuwe verkavelingen, bijvoorbeeld de nieuwe parkwijk Elsdonk. In het zuiden van Wilrijk komt de Eenheidswijk, gebouwd met coöperatieve middelen, tot stand.
Tijdens de Olympische Zomerspelen 1920 te Antwerpen vinden de wielerwedstrijden op de piste plaats op de Garden City Velodroom in Wilrijk.
Nadat de bevolking een expansie kent van meer dan 20.000 inwoners, verwerft de gemeente in 1928 de publieke parktuin van kasteel Steytelinck.

### Tweede Wereldoorlog

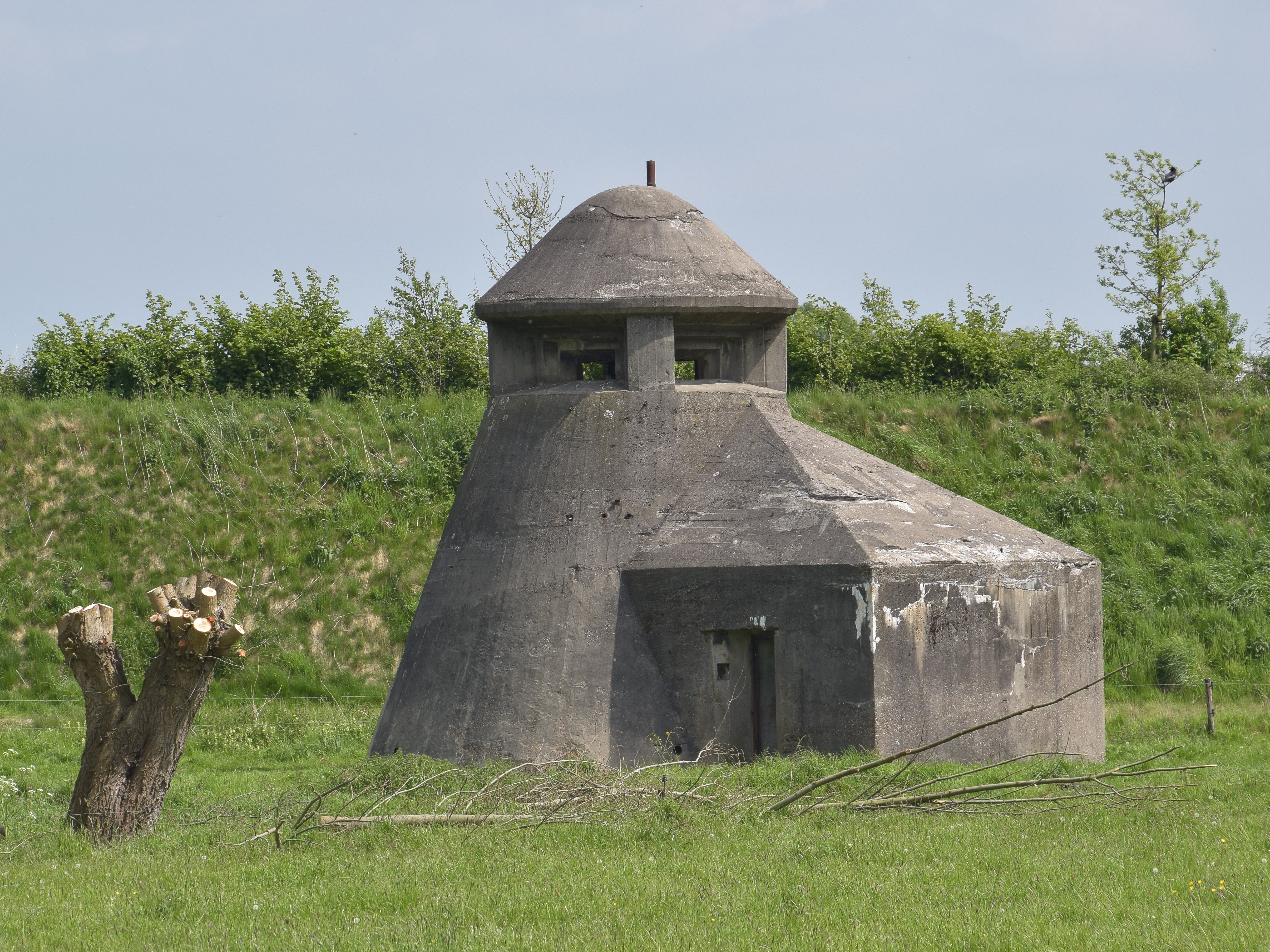
Een van de bunkers in de omgeving van Wilrijk

De deelgemeente werd rond 20 mei 1940 bezet door het Duitse leger en bevrijd op 4 september 1944. Uit deze deelgemeente werden minstens 7 Joden weggevoerd naar concentratiekampen in Duitsland, waar de overgrote meerderheid vermoord werd. In 1943 worden er in Park den Brandt verschillende bunkers gebouwd om als hoofdkwartier voor de Atlantikwall in België te functioneren, dat de leiding had voor de Atlantikwall van de Franse grens tot Walcheren. Onder meer Generalfeldmarschall Erwin Rommel kwam hier eenmaal om de bunkers te bezoeken. Tijdens de Tweede Wereldoorlog krijgt Wilrijk het zwaar te verduren, onder meer door de V-bommenterreur. 71 burgers verliezen hierbij het leven.

### Na 1945
Wilrijk breidt snel uit. De landbouw neemt af en daarvoor in de plaats komt industrie. Door emigratie uit de stad kent Wilrijk een grote bevolkingsaangroei. Op 1 januari 1975 telt Wilrijk 44.219 inwoners. Sindsdien neemt het inwonersaantal af.
In 1960 vindt er een vernieuwing plaats van de gemeentekern. Er wordt een shoppingcenter en een cultuurcentrum gebouwd dat omgedoopt wordt tot De Kern. Er wordt een industriezone aangelegd langs de Boomsesteenweg.
In 1965 bestaat Wilrijk 1200 jaar. Het wordt een groots feestjaar, afgesloten met de eerste Geitestoet, in een regie van kunstenaar en stoetenbouwer Frans Van Immerseel.
In 1970 wordt het viaduct van Wilrijk ingehuldigd: een brug van de A12 (Boomsesteenweg) die met een lengte van 1300 meter dwars door de gemeente snijdt.

### Fusie en district van Groot Antwerpen
Aan het begin van het jaar 1983 fuseerde Wilrijk met zeven andere gemeenten: Antwerpen, Berchem, Borgerhout, Ekeren, Hoboken, Deurne en Merksem tot Groot Antwerpen. Op 8 oktober 2000 vindt er naast de verkiezing van de Antwerpse gemeenteraad ook de eerste rechtstreekse verkiezing van een Wilrijkse districtsraad plaats.

### 21e eeuw
Op 1 januari 2001 wordt binnen de stad Antwerpen de binnengemeentelijke decentralisatie ingevoerd en wordt er dus opnieuw gedecentraliseerd. Zo krijgt het district opnieuw eigen bevoegdheden, zoals werken op het openbaar domein en cultuur-, sport-, senioren-, en jeugdbeleid op lokaal vlak.

## Bezienswaardigheden

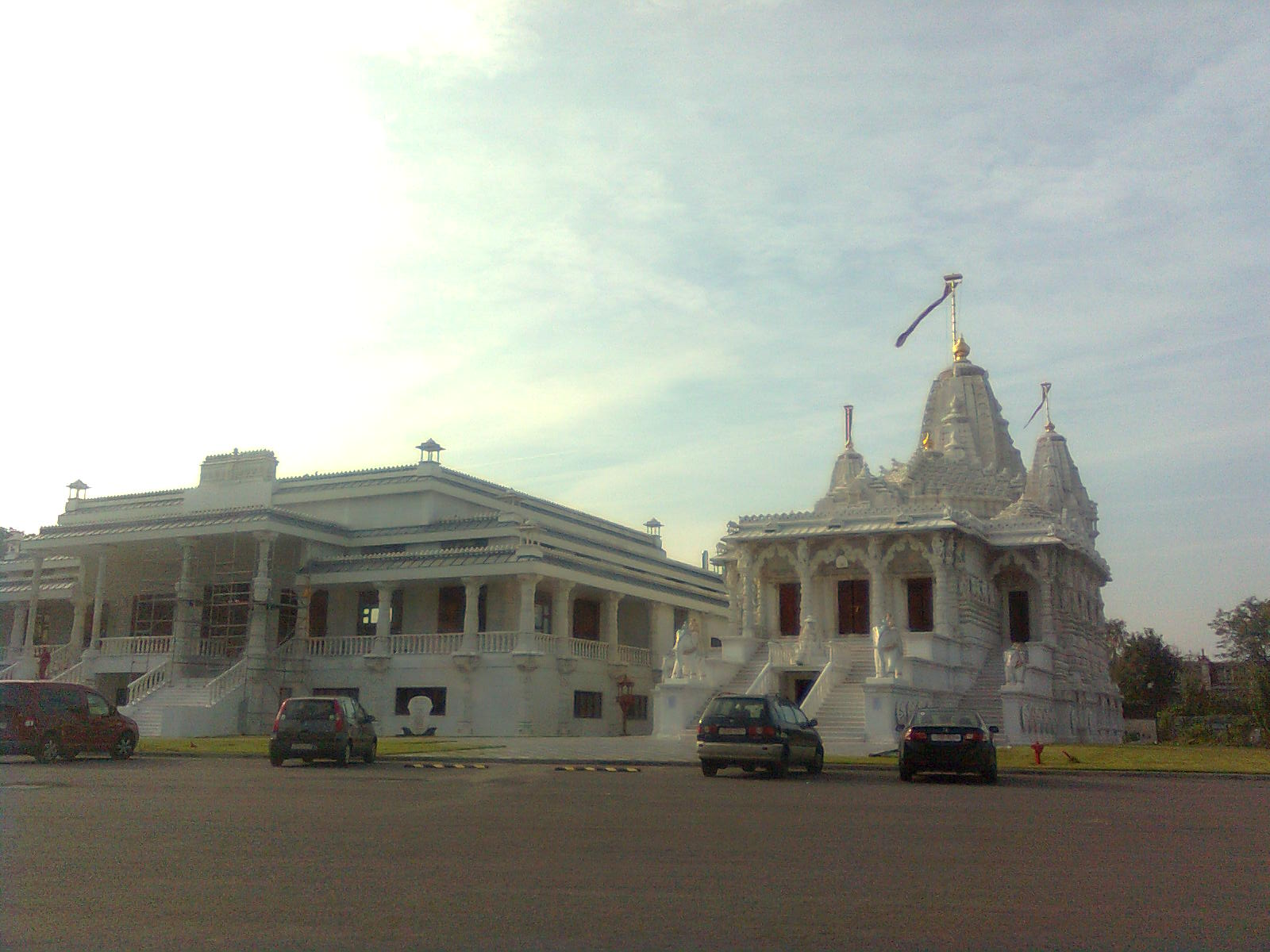
De Jaïntempel van Antwerpen

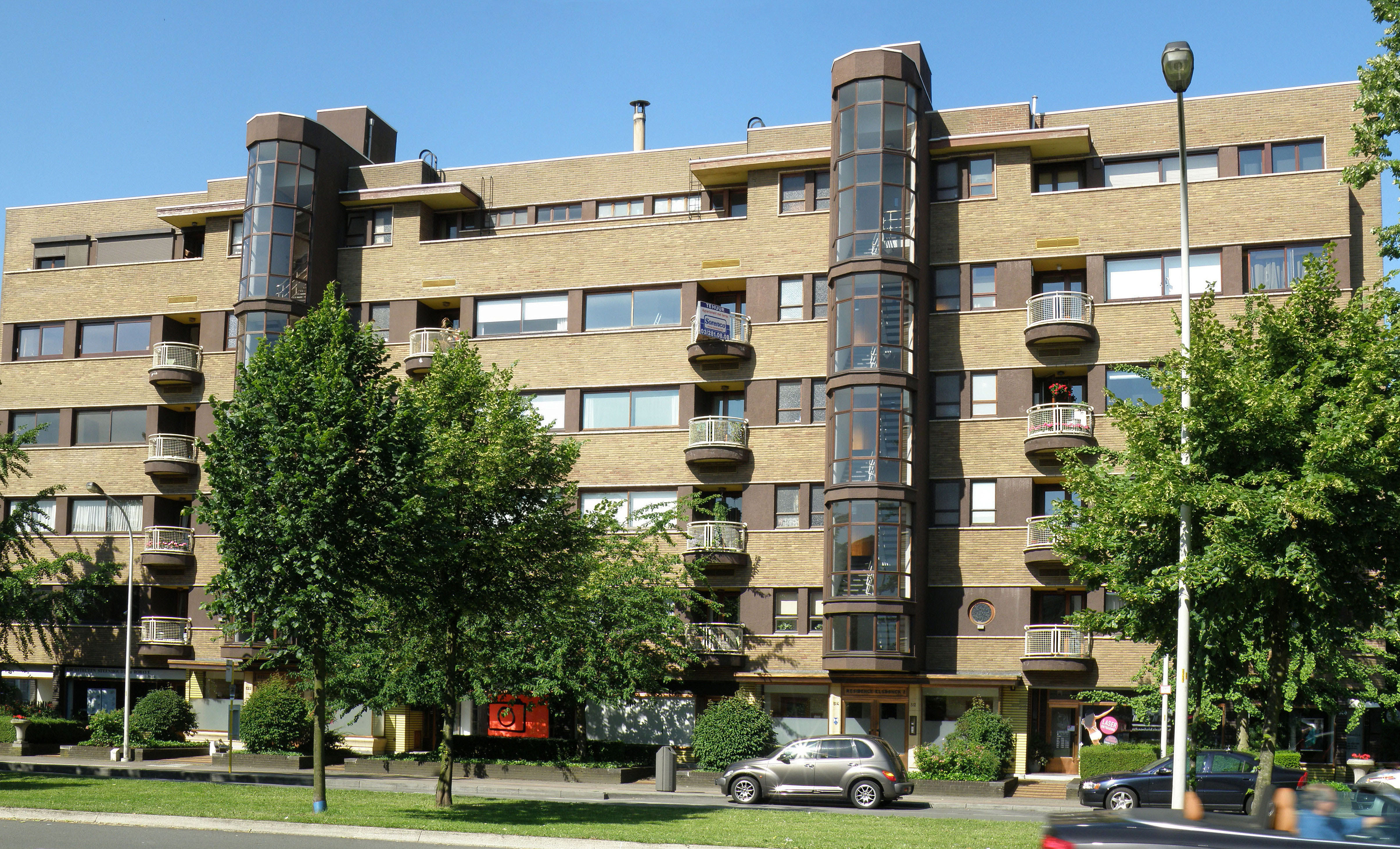
Résidence Elsdonck in Wilrijk.

- De Jaïntempel van Antwerpen: De grootste jaïntempel buiten India staat in Wilrijk. Deze heeft een vloeroppervlak van meer dan 1000 m² en is opgetrokken uit wit marmer. Deze marmerblokken zijn vooraf in India bewerkt alvorens naar Antwerpen te zijn verscheept. De totale kosten werden geraamd op 15 à 25 miljoen euro en zijn opgebracht door de Antwerpse jaïn-gemeenschap (ongeveer 400 families), die vooral actief is in de handel en bewerking van diamanten. In de tempel is ook een informatiecentrum over het jaïnisme gevestigd.
- Diverse kerken, namelijk:
  - Sint-Bavokerk
  - Pius X-kerk
  - Onze-Lieve-Vrouw van de Rozenkranskerk
  - Sint-Jan Evangelistkerk
  - Parochiekerk Sint-Jan Maria Vianney
  - Oude parochiekerk Sint-Jan Maria Vianney
- De schandpaal op de Bist, een stenen zuil van 1697.
- Beeld van Lange Wapper
- Standbeeld van pater Constant De Deken, van 1904, door Jan Herain
- Hoven van Plaisantie: In Wilrijk zijn nog zes hoven van plaisantie of speelhoven te vinden: Steytelinck, Kasteel Ieperman, Schoonselhof, Kasteel Klaverblad, Hof Ter Beke en Valaarhof. Anno 1900 waren er verspreid over het grondgebied 14 van dergelijke kastelen te vinden, maar door de verstedelijking verdwenen er 6 om nieuwe woonwijken aan te leggen. De kastelen Middelheim en Den Brandt zijn van oorsprong ook twee Wilrijkse kastelen, maar liggen nu op het grondgebied van het district Antwerpen. In 1912 werden beide kastelen bij een grenscorrectie overgedragen aan de stad Antwerpen, die op de domeinen het Nachtegalenpark aanlegde.
- Schoonselhof: De stedelijke begraafplaats Schoonselhof ligt in een oud kasteeldomein dat deels op Wilrijk en deels op Hoboken ligt.
- Fort 6
- Fort 7: Een van de bestbewaarde forten van de eerste ring van de Brialmontgordel rond Antwerpen. (zie ook Stelling van Antwerpen)
- Enkele schansen en andere verdedigingswerken
- Tal van villa's in diverse stijlen zoals art nouveau, cottagestijl en dergelijke
- Résidence Elsdonck: Modernistisch flatgebouw van Léon Stynen aan de Prins Boudewijnlaan.

## Natuur en landschap
Wilrijk is sterk verstedelijkt, het is onderdeel van de Antwerpse agglomeratie. De hoogte bedraagt 6-22 meter. Kleine beken als Grote Struisbeek, aan de westrand de Hollebeek en aan de zuidrand, de Edegemsebeek, zijn er te vinden.

## Demografie

### Demografische ontwikkeling tot de fusie
- Opmerking:resultaten volkstellingen op 31/12 tot en met 1970 + 01/01/1980 + 31/12/1982

### Demografische ontwikkeling als district
| Inwoneraantal                                                   | 38.319 | 40.943 |
| Opmerking:resultaten volkstellingen op 31/12/2006 en 01/01/2018 |        |        |

## Politiek

### Structuur
Het district Wilrijk maakt deel uit van de stad Antwerpen. Deze ligt in het kieskanton Antwerpen (dat identiek is aan het provinciedistrict Antwerpen) en ligt in het kiesarrondissement Antwerpen en de kieskring Antwerpen.
| Wilrijk          | Wilrijk          | Supranationaal         | Nationaal                         | Nationaal           | Gemeenschap         | Gewest              | Provincie           | Arrondissement  | Provinciedistrict | Kanton          | Gemeente        | District         |
| ---------------- | ---------------- | ---------------------- | --------------------------------- | ------------------- | ------------------- | ------------------- | ------------------- | --------------- | ----------------- | --------------- | --------------- | ---------------- |
| Administratief   | Niveau           | Europese Unie          | België                            | België              | Vlaanderen          | Vlaanderen          | Antwerpen           | Antwerpen       | Antwerpen         | Antwerpen       | Antwerpen       | Wilrijk          |
| Administratief   | Bestuur          | Europese Commissie     | Belgische regering                | Belgische regering  | Vlaamse regering    | Vlaamse regering    | Deputatie           | Deputatie       | Deputatie         | Deputatie       | Gemeentebestuur | Districtscollege |
| Administratief   | Raad             | Europees Parlement     | Kamer van volksvertegenwoordigers | Vlaams Parlement    | Vlaams Parlement    | Vlaams Parlement    | Provincieraad       | Provincieraad   | Provincieraad     | Provincieraad   | Gemeenteraad    | Districtsraad    |
| Kiesomschrijving | Kiesomschrijving | Nederlands Kiescollege | Kieskring Antwerpen               | Kieskring Antwerpen | Kieskring Antwerpen | Kieskring Antwerpen | Kieskring Antwerpen | Antwerpen       | Antwerpen         | Antwerpen       | Antwerpen       | Wilrijk          |
| Verkiezing       | Verkiezing       | Europese               | Federale                          | Federale            | Vlaamse             | Vlaamse             | Provincieraads-     | Provincieraads- | Provincieraads-   | Provincieraads- | Gemeenteraads-  | Districtsraads-  |

#### Districtscollege
| Districtscollege    | Districtscollege                                                                                          |
| ------------------- | --- |
| Districtsvoorzitter | Kristof Bossuyt (N-VA)                                                                                    |
| Districtsschepenen  | 1. Linda Verlinden (N-VA) 2. Hans Ides (CD&V) 3. Alexandra d'Archambeau (Open Vld) 4. Xeno Wauters (N-VA) |

#### Districtsraad
De Wilrijkse districtsraad telt 25 zetels.
De districtsraad heeft beslissingsbevoegdheid over sport-, jeugd-, cultuur- en seniorenbeleid. Ook over de communicatie van het district, de feestelijkheden en een gedeelte van de straat- en groenwerken kan de districtsraad beslissingen nemen. Over de andere domeinen kan de districtsraad adviezen geven.

### Geschiedenis

#### Resultaten districtraadsverkiezingen sinds 2000
Op 8 oktober 2000 werden de eerste districtsraadsverkiezingen voor het gemeentedistrict Wilrijk gehouden.
| Partij of kartel     | Partij of kartel                                   | 8-10-2000 | 8-10-2000 | 8-10-2006! | 8-10-2006! | 14-10-2012 | 14-10-2012 | 14-10-2018 | 14-10-2018 | 13-10-2024 | 13-10-2024 |
| Stemmen / Zetels     | Stemmen / Zetels                                   | %         | 23        | %          | 23         | %          | 23         | %          | 25         | %          | 25         |
| -------------------- | -------------------------------------------------- | --------- | --------- | ---------- | ---------- | ---------- | ---------- | ---------- | ---------- | ---------- | ---------- |
|                      | PVDA1/ PVDA+2                                      | 1,291     | 0         | 1,442      | 0          | 5,672      | 1          | 7,21       | 2          | 14,91      | 4          |
|                      | SP1/ sp.a-spirit2/ sp.a3/ GROEN+VooruitA           | 13,861    | 3         | 23,632     | 6          | 16,323     | 4          | 9,03       | 2          | 18,3A      | 4          |
|                      | Agalev1/ Groen!2/ Groen3/ GROEN+VooruitA           | 11,811    | 3         | 7,112      | 1          | 9,03       | 2          | 14,73      | 4          | 18,3A      | 4          |
|                      | VLD1/ Open Vld2                                    | 22,421    | 5         | 17,61      | 4          | 10,152     | 2          | 8,42       | 2          | 4,92       | 1          |
|                      | CVP1/ CD&V-N-VAB/ CD&V2                            | 16,051    | 4         | 18,48B     | 4          | 9,322      | 2          | 10,12      | 2          | 9,02       | 2          |
|                      | VU-ID1/ CD&V-N-VAB/ N-VA2                          | 5,721     | 1         | 18,48B     | 4          | 36,232     | 10         | 38,32      | 10         | 40,72      | 11         |
|                      | Vlaams Blok1/ Vlaams Belang-VLOTT2/ Vlaams Belang3 | 26,221    | 7         | 31,752     | 8          | 10,433     | 2          | 10,73      | 3          | 12,23      | 3          |
|                      | D-SA                                               | -         |           | -          |            | -          |            | 1,6        | 0          | -          |            |
|                      | Anderen(*)                                         | 2,64      | 0         | -          |            | 2,88       | 0          | -          |            | -          |            |
| Totaal stemmen       | Totaal stemmen                                     | 26108     | 26108     | 25617      | 25617      | 24582      | 24582      | 25720      | 25720      | 17025      | 17025      |
| Opkomst %            | Opkomst %                                          | 89,69     | 89,69     |            |            | 87,71      | 87,71      | 90,5       | 90,5       | 60,7       | 60,7       |
| Blanco en ongeldig % | Blanco en ongeldig %                               | 3,01      | 3,01      | 3,88       | 3,88       | 2,56       | 2,56       | 3,3        | 3,3        | 1,4        | 1,4        |

De zetels van de gevormde coalitie staan vetjes afgedrukt. De grootste partij of kartel is in kleur.
(*) 2000: Vivant (1,32%), WOW (1,32%) / 2012: Nieuw Wilrijk (2,88%)

## Cultuur

### Bijnaam
Wilrijk staat ook bekend als het "geitendorp" en de inwoners als de "geiten" of "geitenkoppen".

### Evenementen
- Geitestoet: Vijfjaarlijkse historisch-folkloristische stoet half september. De eerste Geitestoet vond plaats in 1965. Na een pauze van 25 jaar ging de tweede stoet uit in 1990. Daarna volgden nog 1995, 2000, 2005, 2010, 2015 en de laatste was op 25 september 2022. De volgende is in 2025 gepland.

## Bekende Wilrijkenaren

### Geboren in Wilrijk

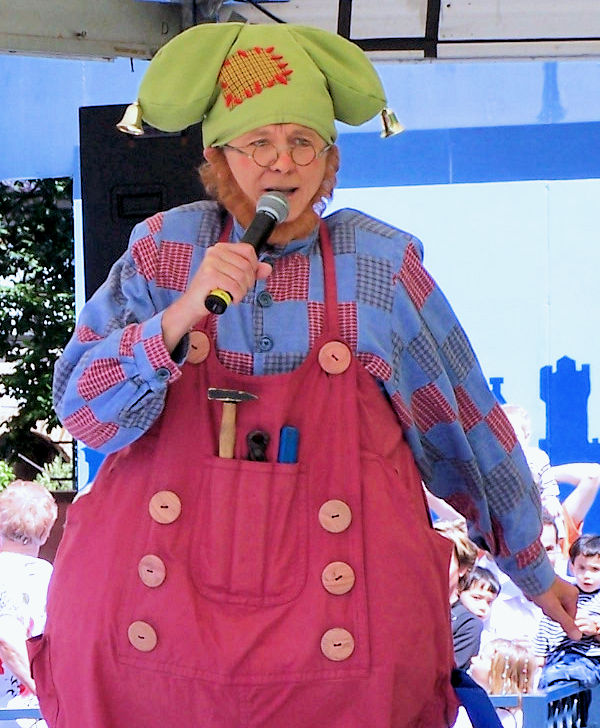
Aimé Anthoni,
geboren in 1948

Door de aanwezigheid van het Medisch Instituut Sint-Augustinus van de Antwerpse Gasthuiszusters worden veel inwoners van de omliggende gemeenten in Wilrijk geboren.
- Constant De Deken (1852-1896), pater en missionaris
- Louis Kiebooms (1903-1992), politicus en journalist
- Carolus Convent (1908-1995), politicus
- Frans Grootjans (1922-1999), politicus
- Willy Goossens (1934-2009), politicus en ingenieur
- Frans Aerenhouts (1937-2022), wielrenner
- Patrick Conrad (1945), dichter, filmregisseur en schrijver van scenario's en (misdaad)romans
- Marc van Alstein (1947), dichter, schrijver en literatuurcriticus
- Aimé Anthoni (1948), acteur
- Christine Dekkers (1948), procureur-generaal
- Joris Van den Eynde (1948), acteur
- Marc Van Peel (1949), politicus
- Flip Voets (1949-2024), journalist
- Jan Decorte (1950), theatermaker
- Carl Verbraeken (1950), voorzitter van de Unie van Belgische Componisten
- Frank Geudens (1951), politicus
- Bruno Brokken (1953), hoogspringer, uitgeroepen tot sportman van het jaar 1975 (voor Eddy Merckx)
- Monique Donckers (1954), beeldhouwster en kunstschilder
- Gerda van Erkel (1954), schrijfster
- Guy De Pré (1954), radiopresentator en dj
- Geert Vervaeke (1956), illustrator
- Bert Joris (1957), Vlaams componist en jazztrompettist
- Eddy Annys (1958), hoogspringer
- Jan Leyers (1958), muzikant en televisiemaker
- Luc Verhoeven (1959), acteur
- Dirk De Wachter (1960), psychiater en hoogleraar
- Mia De Schamphelaere (1961), politica
- Marleen Van Ouytsel (1961-2014), politica
- Karin Verguts (1961), atlete
- Linda Le Bon (1964), paralympisch skiër
- Hilde Kieboom (1965), bestuurster (Sint-Egidiusgemeenschap)
- Rudy Trouvé (1967), gitarist, zanger
- Katia della Faille (1969), fotomodel, politica
- Bettina Geysen (1969), politica en televisiepresentatrice
- Kathleen Van Brempt (1969), politica
- Rob Verreycken (1970), politicus
- Robbie Cleiren (1971), acteur
- Wim Wienen (1971), politicus
- Liesbeth Homans (1973), politica
- Karen Damen (1974), zangeres/actrice K3
- Sven De Ridder (1974), acteur, onder meer bekend als dokter Steven Hofkens in Spoed
- Geoffrey Enthoven (1974), filmregisseur
- Rebecca Huys (1974), actrice, onder meer bekend als Merel Vanneste in Flikken
- Dirk Verbeuren (1975), drummer
- Johan Kloeck (1975), atleet
- Freya Piryns (1976), politica
- Christophe Haddad (1978), acteur, onder meer bekend als Nick Sanders in Goede tijden, slechte tijden
- Linda Mertens (1978), leadzangeres Milk Inc
- Sven Pichal (1979), radio- en televisiemaker
- Willem-Frederik Schiltz (1979), politicus en advocaat
- Stephanie Van Houtven (1983-2023), politica
- Mohamed Messoudi (1984), voetballer
- Lynn Pelgroms (1984), presentatrice op VTM, Kanaal2 en TMF
- Jelle Cleymans (1985), acteur en zanger
- Thomas Briels (1987), hockeyer
- Mousa Dembélé (1987), voetballer
- Thomas Smet (1988), atleet
- Toby Alderweireld (1989), voetballer
- Clara Cleymans (1989), actrice
- Lies Mertens (1990), modeontwerpster
- Marvin Peersman (1991), voetballer
- Tinne Oltmans (1992), actrice
- David van der Poel (1992), wielrenner
- Helena Wyckaert (1993), tennisster en padelster
- Mathias Broothaerts (1994), atleet
- Hanne Desmet (1996), shorttrackster
- Mohammed Amin Doudah (2002), voetballer

### (Ex-)inwoners
- Frans Frencken (1886-1946), katholiek geestelijke is er overleden
- Jacques de Duve (1911-1978), woonde in Wilrijk in 1940 en waarschuwde de Engelsen voor de bouw van La Coupole.[5]
- Jef Nys (1927-2009), stripauteur en geestelijke vader van de stripheld Jommeke (woonde van 1948 tot zijn overlijden in Wilrijk)
- André De Beul (1938-2011), politicus

## Partnersteden
Naast de Antwerpse partnersteden is Wilrijk ook nog verzusterd met:
- Niedernhausen (Duitsland)
- Ilfeld (Duitsland)

## Nabijgelegen kernen
Hoboken, Aartselaar, Edegem, Mortsel, Berchem